# Johnny Varro
Johnny Varro (* 11. Januar 1930 in Brooklyn als John Robert Varro) ist ein US-amerikanischer Jazzpianist, Bandleader und Arrangeur.

## Leben
Johnny Varro begann mit zehn Jahren Klavier zu spielen; mit dem Jazz kam er im Commodore Music Shop in New York City in Berührung. Dort lernte er den Manager Jack Crystal (den Vater von Billy Crystal) kennen, der Jamsessions an der Lower East Side veranstaltete. Bei  diesen Sessions traf Varro auf Musiker wie Willie The Lion Smith, Sid Catlett, Joe Thomas, Hot Lips Page, Joe Sullivan und Pete Brown. 
Seinen ersten professionellen Job hatte er nach Ableistung seines Wehrdienstes 1953 bei Bobby Hackett, mit dem er an der Ostküste der USA tourte. 1954 trat er im New Yorker Jazzclub Nick's mit Phil Napoleon auf, später mit Pee Wee Erwin. 1957 holte ihn Eddie Condon als Pausenpianist in seinen Club; schließlich wurde er auch regulärer Pianist in Condons Band, in der Buck Clayton, Wild Bill Davison, Pee Wee Russell, Cutty Cutshall, Lou McGarity, George Wettling, Yank Lawson und Peanuts Hucko spielten. Außerdem trat er in New Yorker Clubs wie The Embers, The Roundtable, Condon's Uptown (mit Edmond Hall) und The Metropole auf; dabei spielte er u. a. mit Red Allen, Roy Eldridge, Coleman Hawkins, Charlie Shavers, Jo Jones und Jonah Jones. 
1965 zog er nach Miami Beach, wo er in der Jackie-Gleason-Show auftrat; außerdem arbeitete er in dieser Zeit mit Flip Phillips, Billy Butterfield, Phil Napoleon und ging mit den Dukes of Dixieland auf Tournee. 1979 ging er nach Los Angeles, wo er in den nächsten 14 Jahren u. a. mit Red Norvo und Jack Sheldon spielte; daneben trat er im Gatsby's Restaurant in Brentwood als Solist auf. Schließlich organisierte er die Band Swing 7, die Musik im Stil der 30er bis 50er Jahre spielte und auf Jazzfestivals und Partys auftrat.
Im Jahr 1993 ließ er sich in Florida im Raum Tampa Bay nieder, wo er weiter auf Jazzfestivals, Jazz-Partys and Konzerten gastierte. In dieser Zeit entstanden einige Aufnahmen für das Label Arbors Records in Solo-, Trio- und erweiterter Besetzung unter eigenem Namen sowie als Sideman, wie mit Ruby Braff, Rick Fay, Tom Saunders und Ralph Sutton, außerdem bei Aufnahmen des Labels Nagel-Heyer, u. a. mit den New York All-Stars, dem Bill Allred/Roy Williams Quintett, George Masso, Danny Moss sowie Warren und Allan Vaché. 2009 entstand mit Ken Peplowski das Quartett-Album Two Legends.
Der Kritiker Scott Yanow zählt Varro zu den besten Swing-beeinflussten Pianisten seit den 1950er Jahren, der allerdings lange dem Umkreis des Traditional Jazz zugerechnet und daher von einem breiteren Publikum nicht angemessen wahrgenommen worden sei. Er sei von Jess Stacy, Teddy Wilson und Eddie Miller beeinflusst.
Johnny Varro war mit der Schauspielerin und Sängerin Micki Varro verheiratet, die Anfang 2018 starb.

## Diskographische Hinweise
- Everything I Love (Arbors, 1992)
- Say Yes: Arbors Piano Series at Mike's Place, Vol. 2 (Arbors, 1998)
- Afterglow (Arbors, 1999)
- All That Jazz (Arbors, 2001)
- Ring Dem Bells (Arbors, 2008)